# Iglesia de Hover
La iglesia de Hover (Hover Kirke) se encuentra a unos dos kilómetros al oeste del pueblo de Hover, en el municipio de Ringkøbing-Skjern (Dinamarca). Construida en el siglo XII, es una de las iglesias de piedra más antiguas del país. Su aspecto no ha cambiado mucho en los últimos 800 años, lo que la convierte en un buen ejemplo de la arquitectura antigua danesa. La iglesia de Hover figura en el Canon Cultural Danés en la categoría de arquitectura.

## Ubicación
Situada cerca de Ringkøbing, en la costa occidental de Jutlandia, la iglesia se yergue como un hito sobre los campos y brezales circundantes, dotando al paisaje de perspectiva y carácter.

## Historia
Terminada en la primera mitad del siglo XII, es una de las iglesias más antiguas del país.En 1771, una tormenta dañó el hastial oeste de la iglesia. En la actualidad, un pesado contrafuerte sostiene uno de los muros. El pórtico, de estilo gótico tardío, se construyó en el siglo XVI en el lado sur de la iglesia, donde antes estaba la entrada de los hombres. La entrada de las mujeres estaba en el lado norte. Los frescos datan de ese mismo siglo. Las obras de restauración se llevaron a cabo en la década de 1960. 

## Arquitectura y mobiliario
Emulando el diseño de las primeras iglesias de madera y sobre una base inclinada, la iglesia de Hover está construida en granito labrado de estilo románico. La nave es rectangular, el presbiterio casi cuadrado y las cuatro ventanas de cristal sencillo son pequeñas y altas. A diferencia de la mayoría de las iglesias danesas, Hover no tiene campanario, sino una pequeña campana que cuelga bajo un voladizo en el hastial este.
El interior es muy similar al de otras iglesias danesas. Cuenta con púlpito, altar, pila bautismal, órgano y bancos. El techo es plano y el arco del presbiterio redondeado. El altar está hecho de bloques macizos de granito y el retablo (finales del siglo XVII) exhibe una copia del cuadro Vandringen til Emmaus, de Anton Dorph (original en la iglesia de Emaús, Frederiksberg). El púlpito, construido en 1596, muestra a los cuatro evangelistas: Mateo, Marcos, Lucas y Juan. La pila bautismal es tan antigua como la iglesia. Anteriormente se pintó y posteriormente se lavó con ácido. El órgano (1968), construido por Frobenius Orgelbyggeri, está equipado con ocho voces distribuidas entre un teclado y un pedal. Uno de los respaldos de las sillas de la iglesia tiene un motivo con una ballesta y la fecha 1575.

## Frescos
En 1907 se descubrió un fresco en la pared del arco del presbiterio que representaba el sacrificio de Isaac, posiblemente inspirado en una xilografía de la Biblia de Cristian III. Había restos de frescos anteriores, pero ahora están cubiertos con cal. 

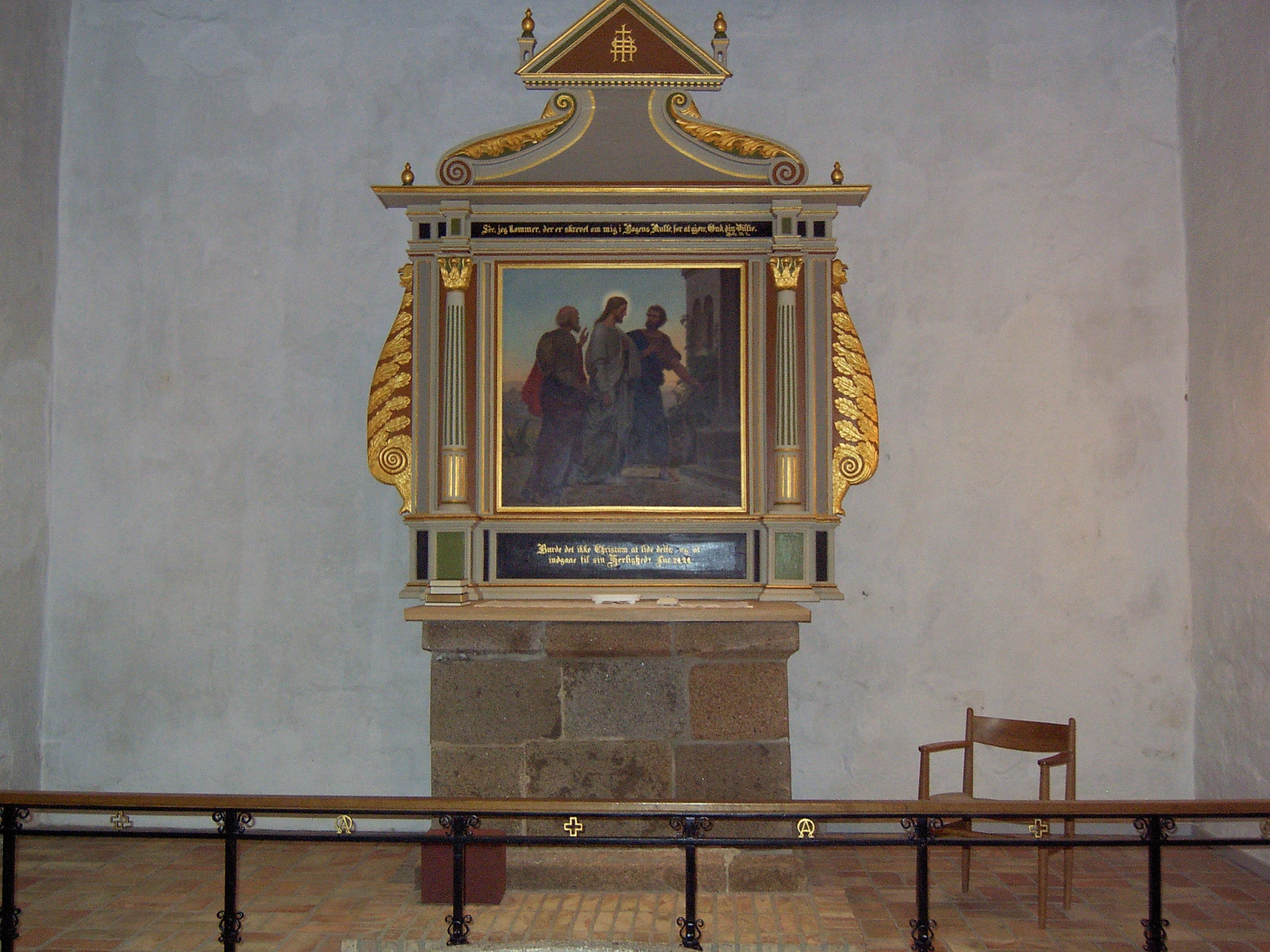
Retablo
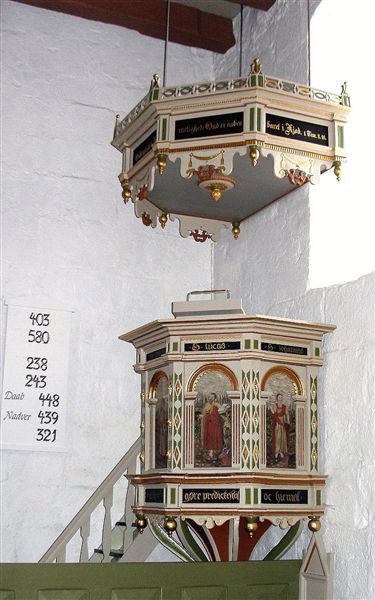
Púlpito
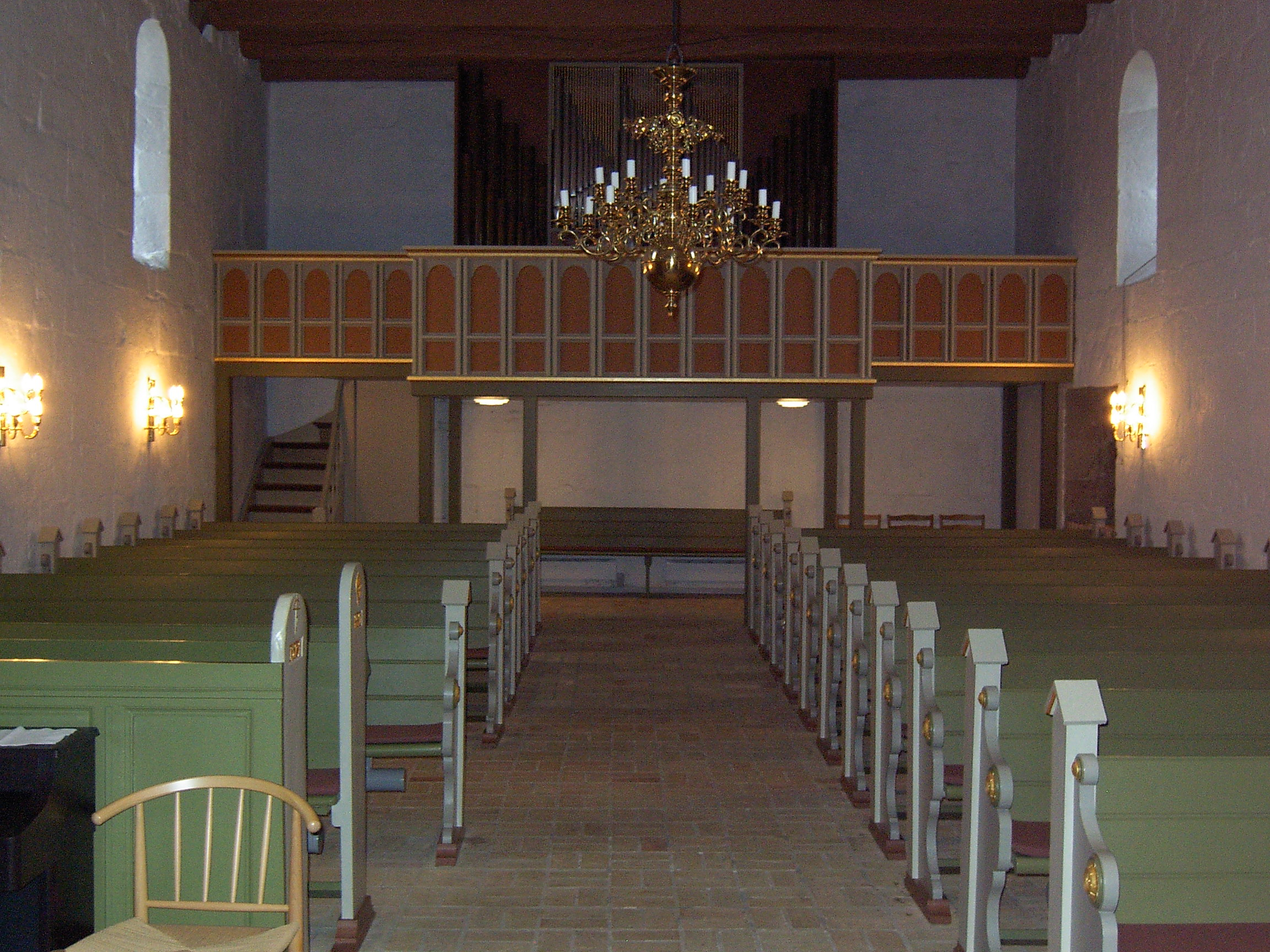
Nave y altillo del órgano
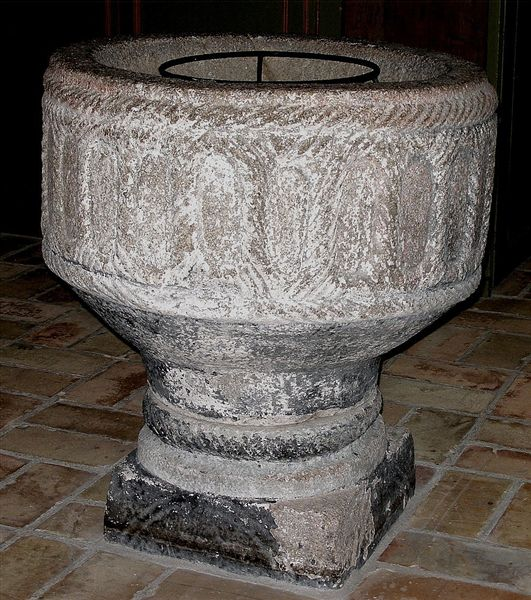
Fuente
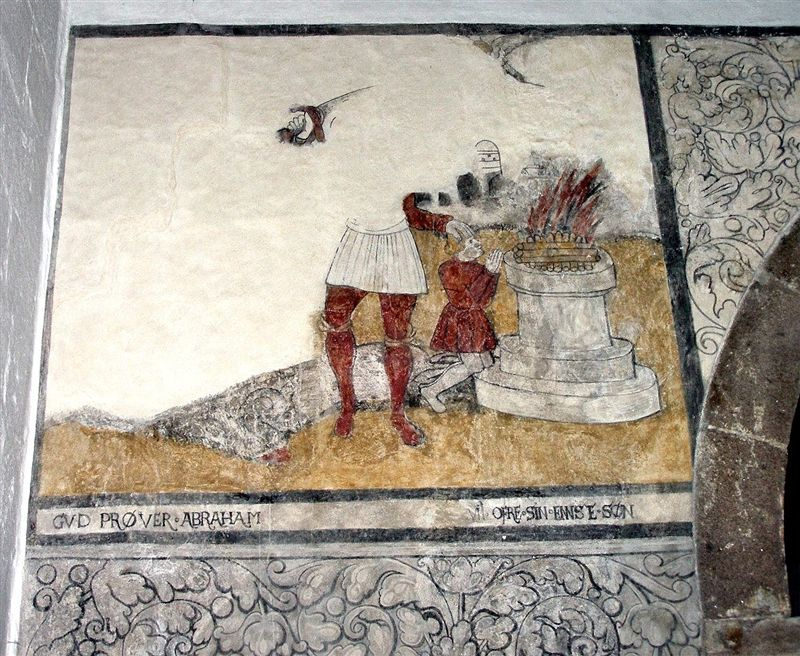
Fresco: Abraham sacrificando a Isaac